# Человек-паук: За пределами вселенных
«Челове́к-пау́к: За преде́лами вселе́нных» (англ. Spider-Man: Beyond the Spider-Verse) — предстоящий американский компьютерно-анимационный супергеройский фильм о персонаже Marvel Comics Майлзе Моралесе, создаваемый студиями Columbia Pictures, Sony Pictures Animation и Marvel Entertainment и распространяемый Sony Pictures Releasing. Мультфильм станет продолжением картин «Человек-паук: Через вселенные» (2018) и «Человек-паук: Паутина вселенных» (2023), его действие будет происходить в мультивселенной, известной как «Паучьи миры». Режиссёрами фильма выступают Боб Персичетти и Джастин К. Томпсон.
Sony начала разрабатывать сиквел «Через вселенные» ещё до его премьеры в 2018 году и со временем решила разделить его на два фильма, о чём было объявлено в декабре 2021 года. Название третьего фильма стало известно в апреле 2022 года.
Премьера мультфильма «Человек-паук: За пределами вселенных» состоится 4 июня 2027 года.

## Роли озвучивали
- Шамик Мур — Майлз Моралес / Человек-паук: Парень с паучьими способностями с Земли-1610, который заменил Питера Паркера из своей вселенной на посту Человека-паука после его смерти.
  - Джаррел Джером — Майлз Моралес с Земли-42 / Бродяга.
- Хейли Стайнфелд — Гвен Стейси / Женщина-паук: Альтернативная версия Гвен Стейси с Земли-65, ставшая в своей реальности Женщиной-пауком вместо Питера Паркера и играющая на барабанах в рок-группе.
- Джейсон Шварцман — доктор Джонатан Онн / Пятно: Бывший учёный из Alchemax, превратившийся после несчастного случая в суперзлодея, чьё тело теперь покрыто межпространственными порталами, позволяющими ему путешествовать по космосу и различным вселенным[3].

## Производство

### Разработка
К ноябрю 2018 года, ближе к премьере мультфильма «Человек-паук: Через вселенные», студия Sony Pictures Animation начала работу над его продолжением. Продюсеры фильма Фил Лорд и Кристофер Миллер вернулись к своим должностям. В процессе написания сюжета для сиквела они поняли, что он слишком масштабен для одного фильма, и решили разделить продолжение на две части, о чём стало известно в декабре 2021 года, когда были объявлены названия: «Человек-паук: Паутина вселенных. Часть первая» и «Часть вторая». Работа над обоими фильмами велась параллельно друг с другом, Лорд и Миллер разрабатывали их совместно с режиссёрами Жуакином Душ Сантушем, Кэмпом Пауэрсом и Джастином К. Томпсоном. Изначально премьера второй части была запланирована на 2023 год, однако в апреле 2022 года была перенесена на 29 марта 2024 года, когда Sony сдвинула дату выхода первой части с октября 2022 года на июнь 2023 года. В то же время оба фильма были переименованы в «Человек-паук: Паутина вселенных» и «Человек-паук: За пределами вселенных».

### Подбор актёров
В июне 2022 года было подтверждено, что персонаж Пятно, озвученный Джейсоном Шварцманом, появится как в сиквеле, так и в триквеле.

## Премьера

### Кинопрокат
«Человек-паук: За пределами вселенных» должен был выйти в прокат США 29 марта 2024 года, в том числе и в премиальных форматах, таких как IMAX. В ответ на заявление художника «Паутины вселенных» о том, что фильм вряд ли выйдет в марте 2024 года из-за предполагаемой нехватки прогресса в производстве, Лорд и Миллер заявили, что производство будет длиться «столько, сколько нужно», чтобы соответствовать их стандартам. В конце июля 2023 года премьера была отложена на неопределённый срок, в частности из-за забастовки SAG-AFTRA, которая не позволила актёрам озвучки закончить работу в срок. 31 марта 2025 года было объявлено, что премьера мультфильма состоится 4 июня 2027 года.

### Релиз на носителях
В апреле 2021 года Sony заключила сделку с Netflix и Disney о правах на показ их фильмов с 2022 по 2027 год после выпуска фильмов в кинотеатрах и на домашних носителях. Netflix подписал контракт на эксклюзивные права на потоковое вещание «pay 1 window», что обычно составляет 18 месяцев и включает в себя сиквелы «Человека-паука: Через вселенные»; эта сделка основана на соглашении о выходе, которое Netflix заключил со студией Sony Pictures Animation ещё в 2014 году. Disney подписал контракт на права «pay 2 window» для фильмов, которые будут выпускаться на стриминговых сервисах Disney+ и Hulu, а также транслироваться по линейным телевизионным сетям Disney.